# Сото (народ)
Сото или, историјски, Басуто (енгл. Sotho, Basuto), Банту етничка група која живи у јужној Африци и говори сото језиком. Насељавају независну краљевину Лесото (раније Басутоленд) и североисточне области Јужноафричке Републике.

## Историја
Најстарији становници јужне Африке били су ловци-сакупљачи Хаоазани и Бушмани. У 9. веку доселила су се Банту племена номадских сточара, међу којима и Сото, који су потиснули Бушмане на југ. Као номадски, пастирски народ, Сото су се поделили на Северне и Јужне, који говоре сродним, али различитим језицима. Јужни Сото населили су око 1822. област на врху планина Дракенсберг (данашњи Лесото) бежећи од инвазије Зулуа. Мошоеншое  I (око 1786–1870) ујединио је планинске поглавице и владао њима као краљ.Од краја 1830-их његови краљевину су са запада угрожавали Бури, што је довело до низа ратова. Народ Сото европски колонисти називали су Басуто, а њихову земљу - Басутоленд. Басуто-и су дуго ратовали са Бурима из Слободне Државе Орање, па је Мошоеншое затражио је заштиту Британаца (1868), који су прогласили Басутоленд својим протекторатом. Године 1871. протекторат је припојен Капској колонији, и део народа безуспешно се побунио против колонијалне управе 1879. Колонијалне власти покушале су да разоружају становништво, што је изазвало устанак у Басутоленду познат као Рат за пушке (1880-1881). Неуспех колонијалних власти да угуше устанак довео је до компромиса и Басутоленд је 1884. поново постао протекторат британске владе. Као Бечуаленд и Свазиленд, земља је одбила да се прикључи Јужноафричкој Унији (1910) и остала је британска колонија. Басутоленд је стекао независност 4. октобра 1966. и променио назив у Лесото.

## Демографија
Преко 5 милиона Сотоа живи у Јужноафричкој републици, а преко 2 милиона у краљевини Лесото. Главна религија је католичанство, са великом протестантском мањином.

## Језик
Северни сото и јужни сото су службени језици у Јужноафричкој републици, а јужни сото је службени језик у Лесотоу.

## Економија
Већина народа живи ипод границе сиромаштва. Сточарство је готово једина привредна грана, а велики број људи ради у рудницима у Јужноафричкој републици.